# Stefano di Perche
Stefano di Perche   (c. 1140 (Gregorià) - Jerusalem, 1169 (Gregorià))va ser arquebisbe metropolità de Palerm i canceller de Sicília. Era fill il·legítim de Rotrou III, conte di Perche.
Nomenat arquebisbe de Palerm i canceller del Regne de Sicília, va ser, per voluntat de la seva cosina Margarida de Navarra i de Sicília, al costat del net Guillem II de Sicília. Per les males relacions amb els barons, la seva regència va trobar molts obstacles. Stefano de Perche va deixar Sicília el 1168 per anar a Terra Santa i va ser substituït per Gualtiero Offamilio.